# Julia Stötzel
Julia Stötzel ist eine deutsche Unternehmerin, Investorin & Expertin für Investor Relations und digitale Unternehmenskommunikation. Sie ist Gründerin und Geschäftsführerin von Junicorn Consulting, einer auf digitale Investor-Relations-Strategien spezialisierten Beratungsfirma mit Sitz in Berlin, Deutschland.

## Frühes Leben und Ausbildung
Stötzel absolvierte 2015 ein Masterstudium an der London School of Economics and Political Science (LSE), wo sie im Juni 2019 als Alumna des Monats vorgestellt wurde.

## Karriere
Stötzel begann ihre berufliche Laufbahn im Bereich Audit & Corporate Finance Advisory bei KPMG und wechselte anschließend zur US-amerikanischen Investment Bank Morgan Stanley in London, wo sie im Bereich Kapitalmarkt tätig war und mehrere Milliarden an Kapital für Staaten und staatsnahe Organisationen einsammelte.
Danach leitete sie die das Investor-Relations-Team beim Technologieunternehmen Delivery Hero. Dort begleitete sie den Aufbau des Investor-Relations-Teams nach dem Börsengang 2017, mehrere M&A-Transaktionen, darunter den Verkauf des Delivery-Hero-Deutschland.Geschäfts an Takeaway.com für rund 1 Milliarde EUR, sowie den Aufstieg des Unternehmens in den DAX im Jahr 2020.
Später leitete sie die Abteilung für Investor Relations und Kommunikation bei About You, einem deutschen E-Commerce-Unternehmen. Sie spielte eine entscheidende Rolle beim Börsengang des Unternehmens im Juni 2021.
Im Jahr 2022 gründete Julia Stötzel Junicorn Consulting, eine Beratungsfirma, die sich auf digitale Investor-Relations-Strategien für börsennotierte Unternehmen, C-Level & Finance Executives spezialisiert hat. Junicorn arbeitet vorwiegend mit Bluechip-, Mid- und Small-Cap-Unternehmen zusammen, die an Börsen in D-A-CH gelistet sind. Zu den Kunden von Junicorn zählen börsengelistete Unternehmen wie Deutsche Telekom, DHL, Tonies, Marley Spoon, Westwing, Blue Cap, Francotyp-Postalia, Builtech, Helrom und PVA TePla.

## Investmentaktivitäten
Neben ihrer beruflichen Tätigkeit engagiert sich Julia Stötzel aktiv als Investorin. Sie unterstützt innovative Startups als Mentor & Angel-Investorin und setzt auf zukunftsorientierte Technologien. Sie ist zudem als Limited Partner bei Venture-Capital-Fonds wie Puzzle Ventures und Earlybird Venture Capital engagiert.

## Auszeichnungen und Anerkennungen
Stötzel wurde für ihre innovativen Ansätze in der Investor Relations mehrfach anerkannt. Sie war für den Rising Star Award des IR Magazine nominiert sowie mit dem ersten Platz des Deutschen Investor Relations Preis 2022 ausgezeichnet. 2024 wurde sie als LinkedIn Top Voice ausgezeichnet.

## Veröffentlichungen und Vorträge
Stötzel hat zahlreiche Artikel und Beiträge zu Themen der digitalen Investor Relations und Unternehmenskommunikation verfasst. Sie ist regelmäßig als Sprecherin auf hochkarätigen Konferenzen und in Podcasts präsent, um ihre Expertise zu teilen.
Podcasts und Medienauftritte
- Gastgeberin des Podcasts junicorn.talk, in dem sie Themen rund um Kapitalmärkte und Investor Relations diskutiert.[9]
- Interview über Investor Relations nach einem IPO im Podcast IPO Stories.[10]
- Titel: Börsepeople im Podcast S9-12: Julia Stötzel. Thema: Gespräch über Karriere, Investor Relations und digitale Kommunikation.[11]
- Auftritt im Women in Investor Relations Podcast von Team Nushu.[12]
- Ex-Morgan Stanley Bankerin über Regierungs-Deals & IPOs im Karriere Insider Podcast.[13]

Konferenzen und Vorträge
- Sprecherin beim DIRK-Jahreskongress 2023 mit einem Schwerpunkt auf digitalen Tools in der Investor Relations.[14]
- Panel-Teilnahme beim CIRA Summit 2022 in Wien mit Fokus auf innovative Ansätze in der Finanzkommunikation.
- Moderation und Keynote beim Hinterland of Things 2023 und 2024 mit Fokus auf digitale Transformation in der Finanzkommunikation.
- Teilnahme am Kepler Cheuvreux IR Summit 2022 in Mailand mit einer Diskussionsrunde zu digitalem Engagement von Investoren.
- Vortrag über Artifical Intelligence: Wie IR Officer von aktuellen (Tech) Trends profitieren können bei ir23.[15]

Artikel und Veröffentlichungen
- So sieht Investor Relations in Zukunft aus – Artikel im Finance Magazin.[16]
- Diskussion über digitale IR-Trends im Podcast Kapitalmarkt.blog der Quirin Privatbank.[17]
- "We are not going to hype": Why IR teams are using finfluencers to help them reach investors. - Artikel im IR.Magazin.[18]
- Changing the way IR teams are using LinkedIn. - Artikel im IR.Magazin.[19]
- Deutscher Investor Relations Preis - Gewinner stehen fest - Artikel in der Börsenzeitung.[20]
- Standpunkt: Generation Aktie verstehen, digitale Formate nutzen. - Artikel im Going Public Magazin.[21]
- Opening bell: ABOUT YOU on its Frankfurt IPO. - Artikel im IR Magazin.[22]
- Develop your own signature approach to IR. Artikel im Going Public Magazin.[23]